# 충청남도의 축제 목록
2014년 기준 충청남도에서 열리는 축제는 총 41개다. 그리고 의 의 의

## 충청남도의 축제 목록
| 지역   | 축제 명                          | 개최시기           | 주요 내용                                                                        | 주최/주관                                        |
| ------ | -------------------------------- | ------------------ | -------------------------------------------------------------------------------- | ------------------------------------------------ |
| 계룡시 | 계룡시지상군페스티벌             | 10월               | 장비전시, 병영체험, 공연관람, 이벤트행사                                         | 육군본부                                         |
| 공주시 | 계룡산 산신제                    | 4월                | 유불무가식 산신제, 민속놀이, 전통다례                                            | 계룡산 산신제 보존회                             |
| 공주시 | 고마나루 축제                    | 7월                | 야외음악회, 국악마당, 시민노래방 등                                              | 계룡문화회                                       |
| 공주시 | 백제 문화제                      | 10월               | 제전,역사재현,학술세미나, 민속시연, 체험, 공연 등                                | 충청남도,공주시,부여군/(재)백제문화제 추진위원회 |
| 금산군 | 금산 인삼 축제                   | 9월                | 인삼캐기체험, 인삼깍기, 인삼사우나                                               | 금산인삼축제집행위                               |
| 금산군 | 장동 달맞이 축제                 | 정월대보름         | 길놀이, 산제, 달불놀이, 축원놀이                                                 | 금산문화원                                       |
| 금산군 | 금강 민속 축제                   | 7월 말 ~ 8월 초    | 물페기농요, 농바우끄시기, 금산농악, 금강물고기사진전                             | 금산문화원                                       |
| 금산군 | 산악벚꽃축제                     | 4월                | 산꽃길여행, 숲속작은음악회, 경연마당                                             | 금산문화원                                       |
| 논산시 | 강경 젓갈 축제                   | 10월               | 젓갈퍼레이드, 김치담그기, 젓갈마당놀이, 요리대회 등                              | 강경젓갈축제추진위                               |
| 논산시 | 논산 딸기 축제                   | 3월 또는 4월       | 딸기수확체험, 요리경진 대회, 사랑의 캐익만들기                                   | 논산시                                           |
| 논산시 | 연산 대추 축제                   | 11월               | 대추먹기대회, 백중놀이 시연, 농악놀이                                            | 안산대추 축제추진위                              |
| 논산시 | 양촌 곶감 축제                   | 12월               | 곶감만들기, 곶감먹기대회                                                         | 양촌곶감 축제추진위                              |
| 당진시 | 상록문화제                       | 10월 초            | 추모제, 문예행사, 전시회,                                                        | 상록문화제 집행위원회/ 당진시                    |
| 당진시 | 기지시 줄다리기                  | 4월 1일            | 당제, 용왕제, 민속행사                                                           | 기지시줄다리기 보존회/ 당진시                    |
| 당진시 | 안섬 풍어당 굿                   |                    | 본당굿, 뱃고사, 지신밝기                                                         | 안섬풍어당굿보존회/당진시                        |
| 보령시 | 보령 머드 축제                   | 7월                | 대형머드탕, 머드슬라이딩, 머드왕선발대회, 머드피부 미용 경진대회, 머드홍보관     | 보령시/보령머드축제위원회                        |
| 부여군 | 백제 문화제                      | 10월               | 제전,역사재현,학술세미나, 민속시연, 체험, 공연 등                                | 충청남도,공주시,부여군/(재)백제문화제 추진위원회 |
| 부여군 | 은산 별신제                      | 3월                | 집굿, 본제, 상당, 하당제 등                                                      | 온산별신제 보존회                                |
| 부여군 | 임천 충혼제                      | 4월                | 산신제, 충혼제, 봉화제, 연등행렬 등                                              | 임천면 번영회                                    |
| 부여군 | 백마강 수박 축제                 | 5월말 ~ 6월 초     | 수박왕선발,수박먹기대회, 수박작품전직거래장터 등                                 | 농협 부여군 지부                                 |
| 서산시 | 해미읍성 역사체험축제            | 6월                | 관아체험, 옥사체험, 군영체험, 민속경연, 공연                                     | 서산문화원                                       |
| 서산시 | 팔봉산 감자축제                  | 6월                | 감자캐기체험, 민속경연, 공연                                                     | 팔봉산감자축제추진위원회                         |
| 서천군 | 한산 모시 문화제                 | 5월                | 모시패션쇼, 관광객체험 행사, 민속경연행사                                        | 한산모시 문화제 추진위원회                       |
| 서천군 | 동백꽃 주꾸미 축제               | 3월말              | 주꾸미 요리경진대회, 동백꽃 사진전시, 민속놀이                                   | 서면개발위원회                                   |
| 아산시 | 아산 성웅 이순신 축제            | 매년 4월 28일 전후 | 무과전시의, 전술비연 날리기, 거북선해전놀이, 이순신 퍼포먼스, 조선시대군장체험   | 아산시                                           |
| 아산시 | 청백리 맹사성 축제               | 10월               | 전국남녀시조경창대회, 글짓기 및 사생대회, 어린이맹사성선발대회 등                | 온양문화원                                       |
| 예산군 | 매헌문화제                       | 4월                | 기념다례제, 공문제, 초청 강연, 각종민속시범 및 체험장, 사물놀이공연, 보부상 놀이 | 월진회/덕산지역 번영회 외                        |
| 예산군 | 추사문화제                       | 10월               | 추사가요제, 추사추모제, 전국서예백일장, 학생백일장                               | 예산문화원                                       |
| 예산군 | 예산 사과 축제                   | 10월 말 ~ 11월 초  | 사과품평회, 사과아가씨 선발, 노래자랑, 사과많이 뺏어오기, 사과많이쪼개기         | 예산군/예산능금농협                              |
| 천안시 | 천안 흥타령 축제                 | 9월 중순           | 춤경연대회, 민속공연, 거리퍼레이드, 전통연희극 등                                | 천안시/천안문화원                                |
| 천안시 | 아우내 봉화제                    | 2월                | 식전행사, 햇불시위 재현, 봉화제                                                  | 병천 청년회의소                                  |
| 천안시 | 아우내 단오 축제                 | 6월                | 농악놀이, 민속경기, 그네뛰기 등                                                  | 아우내 문화원                                    |
| 청양군 | 칠갑 문화제                      | 9월                | 전통문화행사,민속놀이, 보기위한 한마당                                           | 청양군                                           |
| 청양군 | 칠갑산 장승 문화 축제            | 4월                | 장승만들기대회, 전국장승 사진전시                                                | 청양군                                           |
| 청양군 | 청양 고추 구기자 축제            | 9월                | 고추왕 선벌대회, 구기자 고르기 체험, 민속놀이                                    | 청양군                                           |
| 태안군 | 황도 붕기 풍어제                 | 1월                | 피고사, 세경굿,뱃고사, 용신굿등                                                  | 황도붕기풍어제보존회                             |
| 태안군 | 안면도 현대 예술 축제            | 7월 말             | 대북연주, 현대무용, 행위예술, 전통문화공연                                       | 소리짓 발전소                                    |
| 태안군 | 태안 연꽃 축제                   | 7~8월              |                                                                                  | 태안군                                           |
| 태안군 | 백사장 대하 축제                 | 10월               | 축하공연, 대하퍼포먼스 행사, 대하판매                                            | 대하축제 추진위원회                              |
| 태안군 | 전통 자염 축제                   | 10월               | 전통자염 생산과정 재현                                                           | 태안문화원                                       |
| 홍성군 | 만해제                           | 10월               | 추모다례, 만해문학의 밤, 만해추모공연, 시인학교운영                              | 홍성문화원/각행사별 주관처                       |
| 홍성군 | 남당 대하 축제                   | 9월 ~ 10월         | 개막식, 대형사자춤놀이, 벌대하잡이체험                                           | 남당대하축제추진위원회 남당리번영회              |
| 홍성군 | 광천토굴 새우젓 및 조선김 대축제 | 10월               | 거리극 및 무술시범, 오서산 등반대회, 옹암포구 영화제                             | 광천토굴새우젓축제위원회 광천읍번영회            |

## 같이 보기
- 서울특별시의 축제 목록
- 부산광역시의 축제 목록
- 대구광역시의 축제 목록
- 인천광역시의 축제 목록
- 광주광역시의 축제 목록
- 대전광역시의 축제 목록
- 울산광역시의 축제 목록
- 세종특별자치시의 축제 목록
- 경기도의 축제 목록
- 강원특별자치도의 축제 목록
- 충청북도의 축제 목록
- 전북특별자치도의 축제 목록
- 전라남도의 축제 목록
- 경상북도의 축제 목록
- 경상남도의 축제 목록
- 제주특별자치도의 축제 목록